# Шароноски
Шароноски (лат. Sphaerophoria) — род мух-журчалок из подсемейства Syrphinae.

## Описание
Вентральная бахрома щитка отсутствует, по крайней мере в медиальной трети. Среднеспинка с отчётливой жёлтой или беловато-жёлтой латеральной полосой, которая проходит, по крайней мере, от плечевого бугорка до поперечного шва. Гениталии самца крупные, паровидные; эпандрий такой же ширины как брюшко.

## Биология
Половозрелая самка откладывает яйца около колоний тлей, около 20 за день, около 400 за жизнь.
Личинки питаются преимущественно тлями, могут также поедать белокрылок, трипсов и паутинных клещей. Одна личинка может съесть до 200 тлей.
Взрослые насекомые питаются нектаром и пыльцой, чаще всего встречаются на зонтичных с белыми цветками, но также и на других растениях. Зимуют на стадии личинки и куколки.

## Применение
Разводятся для тепличных хозяйств для контроля численности тлей и как опылители.

## Виды
Виды рода:
- Sphaerophoria abbreviata Zetterstedt, 1849
- Sphaerophoria asymmetrica Knutson, 1973
- Sphaerophoria bankowskae Goeldlin, 1989
- Sphaerophoria batava Goeldlin, 1974
- Sphaerophoria bifurcata Knutson, 1973
- Sphaerophoria boreoalpina Goeldlin, 1989
- Sphaerophoria brevipilosa Knutson, 1973
- Sphaerophoria chongjini Bankowska, 1964
- Sphaerophoria cleoae Metcalf, 1917
- Sphaerophoria contiqua Macquart, 1847
- Sphaerophoria cranbrookensis Curran, 1921
- Sphaerophoria estebani Goeldlin, 1991
- Sphaerophoria fatarum Goeldlin, 1989
- Sphaerophoria indiana Bigot, 1884
- Sphaerophoria infuscata Goeldlin, 1974
- Sphaerophoria interrupta (Fabricius ,1805)
- Sphaerophoria kaa Violovitsh, 1960
- Sphaerophoria laurae Goeldlin, 1989
- Sphaerophoria loewi Zetterstedt, 1843
- Sphaerophoria longipilosa Knutson, 1973
- Sphaerophoria macrogaster (Thomson, 1869)
- Sphaerophoria menthastri (Linnaeus, 1758)
- Sphaerophoria nigra Frey, 1945
- Sphaerophoria novaeangliae Johnson, 1916
- Sphaerophoria philantha (Meigen, 1822)
- Sphaerophoria philanthus (Meigen, 1822)
- Sphaerophoria pictipes Boheman, 1863
- Sphaerophoria potentillae Claussen, 1984
- Sphaerophoria pyrrhina Bigot, 1884
- Sphaerophoria rueppelli (Wiedemann, 1830)
- Sphaerophoria scripta (Linnaeus, 1758)
- Sphaerophoria shirchan Violovitsh, 1957
- Sphaerophoria sulphuripes (Thomson, 1869)
- Sphaerophoria taeniata (Meigen, 1822)
- Sphaerophoria turkmenica Bankowska, 1964
- Sphaerophoria tuvinica Violovitsh, 1966
- Sphaerophoria virgata Goeldlin, 1974
- Sphaerophoria viridaenea Brunnetti, 1915
- Sphaerophoria weemsi Knutson, 1973